# 粘度の比較
粘度の比較（ねんどのひかく）では、粘度の比較ができるよう昇順に表にする。
- 気体の粘度（20℃, 1気圧）
- 液体の粘度（低粘度〜中粘度）（20℃）
- 油類の粘度（中粘度〜高粘度）（20℃）
- 高粘度液体・食品の粘度（20℃）
- 超高粘度物質の粘度（20℃）
- 超高粘度流体・固体に近いもの（常温）

これを満たした比較

## 表
| 因数 | SI接頭語                     | 値（Pa·s）                         | 物質名                           |
| ---- | ---------------------------- | ---------------------------------- | -------------------------------- |
| 10−6 | マイクロパスカル秒 （μPa·s） | 9 μPa·s                            | 水素（H₂）                       |
| 10−5 | マイクロパスカル秒 （μPa·s） | 11.2 μPa·s                         | メタン（CH₄）                    |
| 10−5 | マイクロパスカル秒 （μPa·s） | 14.7 μPa·s                         | 二酸化炭素（CO₂）                |
| 10−5 | マイクロパスカル秒 （μPa·s） | 17.6 μPa·s                         | 窒素（N₂）                       |
| 10−5 | マイクロパスカル秒 （μPa·s） | 18 μPa·s                           | 空気                             |
| 10−5 | マイクロパスカル秒 （μPa·s） | 19 μPa·s                           | ヘリウム（He）                   |
| 10−5 | マイクロパスカル秒 （μPa·s） | 20.3 μPa·s                         | 酸素（O₂）                       |
| 10−4 | マイクロパスカル秒 （μPa·s） | 300 μPa·s                          | アセトン                         |
| 10−4 | マイクロパスカル秒 （μPa·s） | 550 μPa·s                          | メタノール                       |
| 10−4 | マイクロパスカル秒 （μPa·s） | 650 μPa·s                          | ベンゼン                         |
| 10−4 | マイクロパスカル秒 （μPa·s） | 600 - 800 μPa·s                    | ガソリン                         |
| 10−3 | ミリパスカル秒 （mPa·s）     | 1.002 mPa·s                        | 水（H₂O）                        |
| 10−3 | ミリパスカル秒 （mPa·s）     | 1.2 mPa·s                          | エタノール                       |
| 10−3 | ミリパスカル秒 （mPa·s）     | 1.5 - 2 mPa·s                      | 灯油                             |
| 10−3 | ミリパスカル秒 （mPa·s）     | 2 - 3 mPa·s                        | 牛乳                             |
| 10−3 | ミリパスカル秒 （mPa·s）     | 3 - 4 mPa·s                        | 血液（37℃）                      |
| 10−2 | センチパスカル秒 （cPa·s）   | 6 - 8 cPa·s                        | 植物油                           |
| 10−2 | センチパスカル秒 （cPa·s）   | 8 - 10 cPa·s                       | オリーブオイル                   |
| 10−1 | デシパスカル秒 （dPa·s）     | 1 - 10 dPa·s（粘度グレードによる） | モーターオイル（エンジンオイル） |
| 100  | パスカル秒（Pa·s）           | 1 - 100 Pa·s（グレードによる）     | シリコーンオイル                 |
| 100  | パスカル秒（Pa·s）           | 1.412 Pa·s                         | グリセリン                       |
| 100  | パスカル秒（Pa·s）           | 2 - 10 Pa·s                        | ハチミツ（液体）                 |
| 100  | パスカル秒（Pa·s）           | 3 - 4 Pa·s                         | メープルシロップ                 |
| 100  | パスカル秒（Pa·s）           | 3 - 10 Pa·s                        | シャンプー                       |
| 101  | デカパスカル秒 （daPa·s）    | 5 daPa·s 以上                      | 蜂蜜（低温）                     |
| 101  | デカパスカル秒 （daPa·s）    | 5 - 10 daPa·s                      | ケチャップ                       |
| 101  | デカパスカル秒 （daPa·s）    | 5 - 10 daPa·s                      | マヨネーズ                       |
| 102  | ヘクトパスカル秒 （hPa·s）   | 2 - 2.5 hPa·s                      | ピーナッツバター                 |
| 103  | キロパスカル秒 （kPa·s）     | 1 - 100 kPa·s                      | タール（アスファルト）           |
| 104  | キロパスカル秒 （kPa·s）     | 39.81 kPa·s                        | ガラス（軟化点を制御）           |
| 1015 | ペタパスカル秒 （PPa·s）     | 1 - 1,000 PPa·s                    | 地球のマントル                   |
| 1017 | ペタパスカル秒 （PPa·s）     | 100 - 1,00,000,000 PPa·s           | ガラス（常温）                   |
| 1022 | ゼタパスカル秒 （ZPa·s）     | 10 ZPa·s                           | 氷（固体だが極めてゆっくり流動） |